# Beth Aala
Beth Aala là nhà làm phim tài liệu và nhà sản xuất phim người Mỹ ba lần đoạt giải.

## Cuộc đời
Cha mẹ của Aala di cư từ Philippines đến Hoa Kỳ, nơi cô được sinh ra. Cô học tại trường trung học Elk Grove ở Sacramento. Aala nhận bằng cử nhân tại UC San Diego về cả Nghệ thuật Thị giác và Truyền thông.

## Sự nghiệp điện ảnh
Aala được biết đến qua bộ phim năm 2013, Supermensch: The Legend of Shep Gordon, do cô đồng đạo diễn và sản xuất cùng với diễn viên hài Mike Myers.
Cô là người dựng phim, cùng với Susan Froemke và John Hoffman, của bộ phim Rancher, Farmer, Fisherman, được công chiếu tại liên hoan phim Sundance năm 2017.

## Giải thưởng
Năm 2005, Aala giành được giải Emmy khi đồng sản xuất I Have Tourette's nhưng Tourette's Doesn't Have Me. Cô cũng nhận được Emmy vì sản xuất ở hạng mục "Chương trình dành cho trẻ em xuất sắc" vào năm 2008 và 2011.
Năm 2006, cô đã giành được giải Peabody cho việc đồng sản xuất bộ phim The Music in Me.